# 조민수 (성우)
조민수(1982년 5월 26일 ~ )는 대한민국의 성우로, 2012년 한국방송 성우극회 공채 37기로 입사했다. 2013년 KBS 성우 신인상을 수상했다.

## 외화
- 닥터 스트레인지 - 의사(에벤 영)
- 싱 스트리트 (KBS) - 잉기(퍼시 체임버루카)
- 아메리칸 크라임 스토리 시즌2 - 단역
- 가면라이더 세이버 (대원방송) - 신태랑(가면라이더 블레이즈)

## 애니메이션
- 신비아파트: 고스트볼X의 탄생 두 번째 이야기 - 양괭이
- 펜 제로: 파트타임 히어로 (디즈니 채널) - 필립
- 넷플릭스 오리지널 [카르멘 산디에고] - 크래클(그레이) / 르 슈브르
- 헬로 카봇 유니버스(SBS) - 윈드

## 극장용 애니메이션
- 씽 - 단역
- 스머프: 비밀의 숲 - 주책이 스머프
- 슈퍼 마리오 브라더스 - 루이지

## 다큐 및 교양
- TV쇼 진품명품 (KBS)
- 2015.04.12 동물의 왕국 (KBS) 코끼리와 함께하는 사람들 (1)
- 2015.04.19 동물의 왕국 (KBS) 코끼리와 함께하는 사람들 (2)
- 2015.04.26 동물의 왕국 (KBS) 코끼리와 함께하는 사람들 (3)
- 2015.04.16 동물의 세계 (KBS) 동물들의 놀라운 감각 세계 - 후각 (1)
- 2015.04.20 동물의 세계 (KBS) 동물들의 놀라운 감각 세계 - 후각 (2)
- 2015.04.21 동물의 세계 (KBS) 동물들의 놀라운 감각 세계 - 후각 (3)
- 2015.05.21 세상의 모든 다큐 (KBS) 1부 가상시나리오 - 초대형 쓰나미에서 살아남기
- 2015.05.27 세상의 모든 다큐 (KBS) 2부 가상시나리오 - 초대형 쓰나미에서 살아남기
- 2015.09.15 동물의 세계 (KBS) 동물원 이야기 - 휩스네이드 동물원의 24시간 (1)
- 2015.09.16 동물의 세계 (KBS) 동물원 이야기 - 휩스네이드 동물원의 24시간 (2)
- 2015.09.17 동물의 세계 (KBS) 동물원 이야기 - 휩스네이드 동물원의 24시간 (3)
- 2015.09.27 동물의 왕국 (KBS) 추석특선 와일드 알래스카의 봄
- 2016.03.05 동물의 왕국 (KBS) 늑대가족 이야기 (2) 또 하나의 가족
- 2016.03.17 동물의 세계 (KBS) 동물원 이야기 - 휩스네이드 동물원의 24시간 (1)
- 2016.03.21 동물의 세계 (KBS) 동물원 이야기 - 휩스네이드 동물원의 24시간 (2)
- 2016.03.22 동물의 세계 (KBS) 동물원 이야기 - 휩스네이드 동물원의 24시간 (3)

## 라디오

#### 연속낭독(KBS 3라디오)
- 2015.07.20 ~ 2015.08.23 피터 현 <만세> (낭독)
- 2016.03.12 ~ 2016.04.11 성석제 <꾸들꾸들 물고기씨, 어딜 가시나> (낭독)

#### 소설극장(KBS 3라디오)
- 2012.08.04 ~ 2012.10.05 이정명 <별을 스치는 바람> (형무소소장)
- 2012.10.06 ~ 2012.11.09 백영옥 <실연당한 사람들을 위한 일곱시 조찬 모임> (미도아빠)
- 2012.11.19 ~ 2012.12.19 이승우 <지상의 노래> (차동역)
- 2013.01.25 ~ 2013.03.07 심윤경 <사랑이 달리다> (아버지)
- 2013.03.08 ~ 2013.04.06 백가흠 <나프탈렌> (백용현)
- 2013.04.07 ~ 2013.05.03 이주호,황조윤 <광해, 왕이 된 남자> (조내관)
- 2013.05.04 ~ 2013.07.07 김진명 <몽유도원> (가즈오/미나미/아버지)
- 2013.07.08 ~ 2013.08.02 스콧 피츠제럴드 <위대한 개츠비> (닉)
- 2013.10.03 ~ 2014.01.21 조정래 <정글만리> (리완싱/서하원)

#### 라디오 극장(KBS 한민족 방송)
- 2012.04 김탁환 <열녀문의 비밀> (정주동/나장/친구/똘이)
- 2012.10 고정욱 <까칠한 재석이가 돌아왔다> (중학생1/셀1/석주친구)
- 2012.11 김별아 <채홍> (김태감/남자2/사신1)
- 2013.03 최일남 <그리고 흔들리는 배> (추억남)
- 2013.04 양귀자 <모순> (진진아버지/경찰)
- 2013.05 성석제 <위풍당당> (노스님)
- 2013.06 김도우 <사서함 110호의 우편물> (김선우)
- 2013.07 박선희 <도미노 구라파식 이층집> (친구)
- 2013.08 주호민 <신과 함께> (소호/집행관/사만이/할락궁이/방앗간주인장/오관대왕/군인2/사회자/판관/교수2/이방/김맹호)
- 2013.09 윤천수 <마지막 콜사인> (윤규영)
- 2013.10 전민식 <개를 산책시키는 남자> (노인/소장/의뢰인/사진사/미향아빠/국종/공과장)
- 2013.11 박범신 <소금> (박시인)
- 2013.12 조완선 <천년을 훔치다> (장각스님)
- 2015.05 박민규 <삼미 슈퍼스타즈의 마지막 팬클럽> (조성훈)
- 2015.07 김범 <할매가 돌아왔다> (최동석)
- 2016.03 김려령 <가시고백> (민해일)
- 2016.08 김종일 <몸> 에피소드1 (차목영)
- 2018.04 정이안 <스프린터 언더월드> (강단이)

#### 라디오 독서실(KBS 한민족 방송)
- 2012.03.18 최민석 <부산말로는 할 수 없었던 이방인 부르스의 말로> (시민2)
- 2012.03.25 전석순 <악수> (이장)
- 2012.04.01 구효서 <이발소 거울> (주인3)
- 2012.04.22 이문구 <우리 동네 김씨> (장재원)
- 2012.05.20 김유정 <만무방> (은오)
- 2012.06.03 최인훈 <놀부뎐> (아버지)
- 2012.06.24 김만중 <사씨남정기> (유현)
- 2012.07.08 강병융 <낙찰> (동료2)
- 2012.07.22 김재성 <노끈> (경찰)
- 2012.08.05 조선희 <버들고리> (남학생1)
- 2012.08.19 채만식 <레디메이드 인생> (시민3)
- 2012.09.02 김성중 <국경시장> (아이2)
- 2012.09.16 김애란 <그곳에 밤 여기에 노래> (직원)
- 2012.09.23 윤고은 <1/4 (4분의 1)> (선배)
- 2012.10.14 김수정 <삵> (아들)
- 2012.11.04 김중혁 <요요> (이청혁)
- 2012.11.11 서유미 <당분간 인간> (대리)
- 2012.11.18 김연수 <인구가 나다> (인구부)
- 2012.11.25 김종은 <버틸 수 있겠어?> (경비아저씨)
- 2012.12.02 편혜영 <블랙아웃> (매니저)
- 2013.01.06 작자미상 <장끼전> (탁첨지/사내1)
- 2013.01.13 김종광 <낙서문학사 발흥자편> (조팔향)
- 2013.01.20 고송석 <이교도> (범인)
- 2013.01.27 임은정 <기막힌 동거> (아들)
- 2013.02.17 김애란 <침묵의 미래> (노인1)
- 2013.02.24 이평재 <당신이 모르는 이야기> (중년남)
- 2013.03.10 전성태 <배웅> (남승무원)
- 2013.03.24 정세랑 <옥상에서 만나요> (박피디)
- 2013.03.31 최민우 <반ː> (경찰)
- 2013.04.21 민미정 <당신에게서 사라진 것> (할아버지)
- 2013.04.28 김숨 <그 밤의 경숙> (성우1)
- 2013.05.19 김경욱 <인생은 아름다워> (영어)
- 2013.05.26 조해진 <홍의 부고> (의사)
- 2013.06.16 박완서 <아저씨의 훈장> (열쇠장수/고향젊은이1)
- 2013.06.23 윤흥길 <황혼의 집> (아버지)
- 2013.07.07 김희선 <이제는 우리가 헤어져야 할 시간> (스티브)
- 2013.07.21 서미애 <남편을 죽이는 서른가지 방법> (최형사)
- 2013.08.23 곽재동 <안락사> (두목)
- 2013.09.15 작자미상 <바리데시> (가리박사/바리할아비)
- 2013.10.13 계용묵 <백치아다다> (남편)
- 2013.10.27 이상 <지팡이역사> (노인)
- 2013.11.17 손홍규 <배우가 된 노인> (나)
- 2013.12.22 허진원 <미사여구 없이> (사내)
- 2014.06.22 황정은 <상류엔 맹금류> (제희)
- 2015.03.29 천정완 <동탯국> (나)

#### 라디오문학관 (KBS 한민족 방송)
- 2016.05.29 정용준 <선릉 산책> (한두운)
- 2017.03.12 이지명 <금덩이 이야기> (영수)
- 2017.08.20 백수린 <여행의 끝> (기욤)
- 2019.02.03 계용묵 <장벽> (해설)

#### KBS 무대(KBS 한민족 방송)
- 2012.09.01 <달이 울다> (경찰2)
- 2012.09.15 <사랑을 건네다> (기사)
- 2012.10.13 <연산의 꿈> (남자1)
- 2012.10.27 <천년송> (중년2)
- 2012.11.10 <길 위의 사람들> (남학생1)
- 2012.11.24 <무진으로 가는길> (역무원)
- 2012.12.08 <울엄마 봉순씨> (직원1)
- 2012.12.22 <가지않은 길> (택시기사1)
- 2013.01.19 <걸어도 걸어도> (준수)
- 2013.01.26 <꽃이 되어 봄이 오게 하리> (남고생)
- 2013.03.23 <눈물꽃> (남자)
- 2013.04.06 <오만과 편견> (남학생)
- 2013.05.04 <홍제원 여인> (백성1)
- 2013.08.10 <부녀이야기> (의원)
- 2013.08.24 <진상패밀리> (남학생2)
- 2013.10.19 <금의환향은 아니어도> (철호)
- 2013.11.16 <기차는 8시에 떠나네> (복지사)
- 2014.04.05 <달걀 후라이> (유강선)
- 2014.07.26 <처음처럼 그들> (박정민)
- 2015.03.21 <임사 체험> (남자2)
- 2015.07.11 <여자없는 남자들> (송연수)
- 2015.10.31 <미스터 노바디> (창렬)
- 2016.09.10 <죽은 시인의 사회> (정현우)
- 2016.11.26 <별이 빛나는 밤에> (태오)
- 2017.09.09 <그렇게 아이가 자란다> (강우영)
- 2018.03.08 <고지153> (1976 김상병)
- 2018.10.27 <갈매기 섬의 비밀> (찬경)

#### 대한민국 경제실록(KBS 1라디오)
- 2012.03.05 ~ 2012.05.01 제12화 산업인력 해외진출사 (정내혁/비서/ 브라운/기자/프라이스/검색요원/현대건설 이사)
- 2012.05.02 ~ 2012.07.13 제13화 5공화국 사채파동 (김재진/경호원/기자/비서)
- 2012.07.16 ~ 2012.09.21 제14화 5공화국 부실기업 정리의 명과 암 (운전기사/사공일)
- 2012.09.24 ~ 2012.12.07 제15화 한국 경제의 여명기 (김연호)
- 2013.07.22 ~ 2013.09.13 제19화 국책사업, 그 빛과 그림자 (박교수)
- 2013.09.16 ~ 2013.10.25 제20화 유통 산업의 역사 (직원/이병철 비서/재무부/비서관

#### 책 읽는 밤(KBS 1라디오)
- 2013.04.26 미야베 미유키 作 <화차>
- 2013.05.25 천명관 作 <나의 삼촌 브루스리> (1)
- 2013.06.01 천명관 作 <나의 삼촌 브루스리> (2)
- 2013.11.08 루이스 세풀베다 作 <연애소설 읽는 노인>
- 2013.11.20 김훈 作 <남한산성>
- 2013.11.28 리 차일드 作 <원샷>
- 2013.12.27 <호빗>
- 2014.01.03 보리스 파스테르나르 作 닥터 지바고 (1)
- 2014.01.04 보리스 파스테르나르 作 닥터 지바고 (2)

#### 신성원의 문화읽기(KBS 1라디오)
- 2012.03.25 존 르카레 作 <팅거, 테일러, 솔저, 스파이>
- 2012.06.17 피터 셰퍼 作 <아마데우스>
- 2012.08.05 수전 힐 作 <우먼 인 블랙>
- 2012.08.12 스티븐 킹 作 <리타 헤이워드와 쇼생크 탈출>
- 2012.09.23 필립 K.딕 作 <도매가로 기억을 팝니다>
- 2012.09.30 마크 트웨인 作 <왕자와 거지>
- 2012.12.02 더글라스 애덤스 作 <은하수를 여행하는 히치하이커를 위한 안내서>
- 2013.01.06 스콧 스미스 作 <심플 플랜>
- 2013.01.13 얀 마텔 作 <파이 이야기>
- 2013.03.03 데이비드 미첼 作 <클라우드 아틀라스>
- 2013.04.07 파스칼 브뤼크네르 作 <비터문>
- 2013.04.13 폴오스터 作 <선셋>
- 2013.05.12 요네하라 마리 作 <언어 감각 기르기>
- 2013.05.19 넬리 노이하우스 作 <백설공주에게 죽음을>
- 2013.05.26 천명관 作 <고령화 가족>
- 2013.06.16 강상중 作 <도쿄 산책자>
- 2013.07.14 정유정 作 <28>
- 2013.08.04 웨이드 데이비스 作 <나는 좀비를 보았다>
- 2013.08.11 에바 일루즈 作 <사랑은 왜 아픈가>
- 2013.08.25 오쿠다 히데오 作 <소문의 여자>
- 2013.09.01 애거서 크리스티 作 <쥐덫>
- 2013.09.15 김영하 作 <살인자의 기억법>
- 2013.09.29 천운영 作 <엄마도 아시다시피>
- 2013.10.13 위화 作 <제7일>
- 2013.10.27 장용민 作 <궁극의 아이>

#### 특집 라디오(KBS 라디오)
- 2012.10.28 KBS 3R 특집 아주 특별한 기부 - 내 인생의 책  - 김승옥의 무진기행
- 2013.04.19 광주 KBS 장애인의날 특집 라디오 드라마 '날개'
- 2014.06.29 KBS 한민족 방송 연중기획 <이제, 나는 대한민국 국민입니다> 제 6부 중국 동포 문 민의 아름다운 열정 (아버지/교육청 직원)
- 2014.07.29 KBS 한민족 방송 연중기획 <이제, 나는 대한민국 국민입니다> 제 7부 정성산의 평양 마리아 (정성산)
- 2014.10.13 KBS 한민족 방송 연중기획 <이제, 나는 대한민국 국민입니다> 제 10부 중국 동포들의 미래를 그리는 사람 김용선 (선배/중국동포)
- 2014.06.20 KBS 한민족 방송, 1라디오 공동기획 <한국 근대문학 기행, 모란 소나기 그리고 서시> 제 1편 찬란한 슬픔 김영랑
- 2014.10.27 KBS 한민족 방송, 1라디오 공동기획 <한국 근대문학 기행, 모란 소나기 그리고 서시> 제 3편 별이 된 시인 윤동주
- 2014.08.27 ~ 2014.09.03 KBS 방송의 날 특별기획 8부작 <북한의 현역작가 반디의 뼈아픈 고발>
- 2015.09.03 KBS 방송의 날 특별기획 포엠다큐 <북한의 솔제니친 반디의 지옥에서 부른 노래>
- 2015.12.10 ~ 2015.12.11 KBS 라디오 특별기획 <스페인속의 한국>

#### 와이파이 삼국지(KBS1 Radio)
- 2018.03.12 ~ (진행 중) 장비 / 정원 / 조홍 / 이각 / 도겸 / 유표 / 여범 / 유대 / 우금 / 감녕 / 그 외 여러 단역

#### 역사를 찾아서 (KBS 한민족 방송)
- 2019.01.06 제 741편 <임진왜란 전야, 한중일 3국의 숨막히는 외교전>
- 2019.01.12 제 742편 <성을 쌓고 무기를 점검했으나..> 평의지 / 왜장수

## 오디오 드라마
- 낙원의 밤 (BOOKCUBE) - 이규현
- 그러니 그대 쓰러지지 말아 (AUDIEN)
- 그게 아닌데 (AUDIEN) - 조련사 / 보좌관
- 교양으로 읽는 인문학 클래식 (AUDIEN) - 해설
- 괴도신사 아르센 뤼팽 813 (AUDIEN)
- 나를 흔든 시 한 줄 (AUDIEN) - 해설
- DMZ (AUDIEN) - 차지혁
- 독도 반환 청구 소송 (AUDIEN)
- 똑바로 좀 하시오! (AUDIEN)
- 미중전쟁 (AUDIEN)
- 비밀정원 (AUDIEN)
- 사건 치미교 1960 (AUDIEN) - 강상원
- 사도세자 (AUDIEN) - 이 선(사도세자) / 홍봉한
- 시선 (AUDIEN) - 김헌율
- 심플 (AUDIEN) - 해설
- 아버지라면 유대인처럼 (AUDIEN)
- 우리의 소원은 전쟁 (AUDIEN) 강민준 / 최태룡
- 역사논쟁 (AUDIEN)
- 왕자 이우 (AUDIEN) - 이 우
- 은주 (AUDIEN)
- 조선왕조사생활실록 (AUDIEN) - 해설 / 여러 역
- 중국 천재가 된 홍대리 (AUDIEN)
- 처음 읽는 월든 (AUDIEN)
- 청춘의 인문학 (AUDIEN) - 해설
- 한양 다이어리(AUDIEN) - 장한평
- 허스토리 (AUDIEN)
- 홍도 (AUDIEN)
- 화려한 패션 숨은 마케팅 (AUDIEN)

## 팟캐스트
- 2017.01.16 ~ 2017.02.09 듣는 드라마 <치킨게임> - 안준호

## 드라마 CD
- ACO 꽃미남 동물병원 - 병원장 (2014)
- ACO 744 Hours - 김재열 (2017)

## 게임
- 이카루스
- 던전 앤 파이터
- 크리티카
- 검은 사막